# Kether Donohue
Kether Donohue (New York, 22 augustus 1985) is een Amerikaans actrice en zangeres.

## Biografie
Donohue debuteerde in 1997 in de wereld van film en televisie als stemactrice. Ze sprak dat jaar de stem in van Reiko Komori voor 25 (nagesynchroniseerde) afleveringen van de animeserie Yûsha ô Gaogaigar (The King of Braves GaoGaiGar). Ze deed dit tot en met 2010 ook in animefilms- en series als Midori no Hibi, Tokyo Mew Mew, Ah! My Goddess!, Kappa Mikey, Dinosaur King en Pokémon.
Donohue was in 2003 voor het eerst ook te zien, in de televisiefilm Saving Jason. Daarop volgde in 2005 een gastrol van twee afleveringen als Madison Melville  in Hope & Faith. Ze maakte in 2007 haar debuut op het witte doek als Sofia Serra in de dramafilm Over the GW. Donohue kreeg in 2014 haar eerste rol als vast castlid in een televisieserie, als de ziekelijke opportunist en nymfomane Lindsay Jillian in het tragikomedische You're the Worst. Hiervoor werd ze in 2016 genomineerd voor de Critics Choice Television Award voor beste bijrol in een komedieserie.

## Filmografie
*Exclusief televisiefilms
- The Disaster Artist (2017)
- Collar (2015)
- Pitch Perfect 2 (2015)
- Pitch Perfect (2012)
- The Bay (2012)
- Altered States of Plaine (2012)
- Boy Wonder (2010)
- Aaron Bacon (2009)
- New York Lately (2009)
- Over the GW (2007)

## Televisieseries
*Exclusief eenmalige gastrollen
- Elena of Avalor - stem Flo (2019, vier afleveringen)
- LA to Vegas - Meghan (2018, twee afleveringen)
- You're the Worst - Lindsay Jillian (2014-2019, 62 afleveringen)
- Perfect Couples - Dottie (2011, twee afleveringen)
- Hope & Faith - Madison Melville (2005, twee afleveringen)

- Biblioteca Nacional de España: XX5538687
- Gemeinsame Normdatei: 1054705062
- International Standard Name Identifier: 0000 0001 2016 211X
- Library of Congress Control Number: no2011070188
- MusicBrainz: 1d8606be-33e4-4184-81e0-092f96eba855
- Système universitaire de documentation: 177628391
- Virtual International Authority File: 171245758
- WorldCat: E39PBJk8XmDRKRgqw97mTkBXVC